# Тимофеев, Николай Петрович
Николай Петрович Тимофеев (род. 24 июня 1943) — российский военачальник, командующий 4-й отдельной армией ПВО, генерал-лейтенант.

## Биография
Николай Петрович родился 24 июня 1943 года в пос. Ключевой Ртищевского района Саратовской области. В 1963 году окончил Энгельсское военно-техническое училище войск ПВО страны. После окончания училища в период с 1963 по 1971 год проходил службу в должностях старшего техника, командира взвода, офицера наведения, начальника отделения радиотехнической батареи, заместителя командира зенитного ракетного дивизиона по вооружению — командира радиотехнической батареи. С 1971 по 1973 год командовал зенитным ракетным дивизионом 79-й зенитной ракетной бригады в г. Череповец. В 1977 году окончил Военную командную академию ПВО им. Маршала Советского Союза Г. К. Жукова.
После окончания академии назначен заместителем командира 113-й зенитной ракетной бригады в г. Красноярске, в 1978 году — командиром 120-й зенитной ракетной бригады (Семипалатинский полигон). С 1980 по 1983 год командовал 113-й зенитной ракетной бригадой (Красноярск). В 1983 году назначен заместителем командира 39-го корпуса ПВО в Иркутске. В 1987 году окончил Военную академию Генерального Штаба Вооруженных Сил СССР им. К. Е. Ворошилова и был назначен командиром 12-го корпуса ПВО (Ростов-на-Дону). С 1989 по 1990 год — первый заместитель командующего 14-й отдельной армией ПВО. С 1990 по 1994 год генерал-лейтенант Н. П. Тимофеев — командующий 4-й отдельной Краснознаменной армией ПВО. С декабря 1994 года — командир 5-го отдельного Краснознаменного корпуса ПВО. В 1995 году назначен первым заместителем командующего войсками
Московского округа ПВО. С 1999 года генерал-лейтенант Н. П. Тимофеев в запасе.

## Награды и почетные звания
Награждён орденами «За военные заслуги», «За службу Родине в Вооруженных Силах СССР» II и III степени, многими медалями.
Лауреат премии Правительства Российской Федерации за значительный вклад в развитие Военно-воздушных сил (17 декабря 2012) — за организацию и руководство строительством и развитием Военно-воздушных сил на соответствующих командных должностях.